# Carl Jacob Löwig
Carl Jacob Löwig (17 de marzo de 1803 - 27 de marzo de 1890) fue un químico alemán descubridor del bromo independientemente de Antoine Jérôme Balard.
Recibió su doctorado en la Universidad de Heidelberg por su trabajo con Leopold Gmelin. Durante su investigación sobre las sales minerales que descubrió el bromo en 1825, como un gas de color marrón después de la evolución de la sal fue tratado con cloro.
Después de trabajar en la Universidad de Heidelberg y la Universidad de Zúrich se convirtió en el sucesor de Robert Wilhelm Bunsen en la Universidad de Breslavia. Trabajó y vivió en Breslavia hasta su muerte en 1890.